# Lalbojhi
Lalbojhi (nep. लालवोझी) – gaun wikas samiti w zachodniej części Nepalu w strefie Seti w dystrykcie Kailali. Według nepalskiego spisu powszechnego z 2001 roku liczył on 1940 gospodarstw domowych i 10826 mieszkańców (5142 kobiet i 5684 mężczyzn).